# ویک بارنی
ویک بارنی (انگلیسی: Vic Barney; ۳ آوریل ۱۹۲۲ – ۲۶ مهٔ ۲۰۰۶) بازیکن فوتبال بود.
از باشگاه‌هایی که در آن بازی کرده‌است می‌توان به باشگاه فوتبال ناپولی، باشگاه فوتبال گریمزبی تاون، و باشگاه فوتبال ردینگ اشاره کرد.